# Lord Esperanza
Pour les articles homonymes, voir Esperanza.
Lord Esperanza, nom de scène de Théodore Desprez, anciennement connu sous le nom de Speranza à ses débuts, est un rappeur et chanteur de pop urbaine français, né le 30 septembre 1996 à Paris.

## Biographie
Originaire du 18e et du 19e arrondissement de Paris, Lord Esperanza naît le 30 septembre 1996 aux Lilas. Passionné par l'art et la littérature, ses parents lui font découvrir la musique très rapidement via Jacques Brel ainsi qu'en lui enseignant le piano dès son plus jeune âge et en l'invitant à l'opéra. Également passionné de livres, il écrit des nouvelles et des poésies dès l'âge de 11 ans.
C'est à l'adolescence qu'il découvre le rap grâce aux disques de la Sexion d'Assaut, Kendrick Lamar, Snoop Dogg, Nekfeu, MC Solaar, ou encore Doc Gynéco.
Il commence à poster ses premiers morceaux de rap sur la plateforme YouTube. En 2014, alors qu'il est âgé de 18 ans, il signe chez le label Modulor, et sort son premier projet Hors de portée l'année suivante, alors sous le pseudonyme Speranza (Espérance), référence au nom de l’île sur laquelle le héros est échoué dans  l’œuvre Vendredi ou les limbes du Pacifique de Michel Tournier.
Il se fait appeler L'Enfant du siècle en référence au roman Confessions d'un Enfant du Siècle d'Alfred de Musset.
En 2016, Lord Esperanza sort le titre Killcam avec les rappeurs Django et Eden Dillinger, qui lui vaut un certain succès.
Début 2017, Lord Esperanza sort le projet Drapeau noir en collaboration avec le beatmaker Majeur-Mineur, avant de sortir le projet Polaroïd le 27 octobre 2017, composé de seize titres aux univers respectifs très différents. Il enchaîne ensuite avec la tournée PolaroïdTour.
Début 2018, Lord Esperanza sort son nouvel album #LordEsperanzadanstaville. Chaque clip de chaque chanson a été tourné dans une ville différente. Ces villes retracent le parcours de PolaroïdTour. Les 10 clips sont sortis entre le 20 et le 30 avril 2018. En mai 2018, il crée son label Paramour, dans lequel il produit deux artistes, Dellati, et Sally. En juin 2018, il sort son EP Internet, composé de 5 titres, ainsi que 2 bonus dont un remix de Noir, un morceau de Polaroïd, sur lequel il invite de nombreux rappeurs comme Lonepsi, Nelick, Zamdane, Eden Dillinger, Lasco, Youri, Chilla et Lucci. Le 26 août 2018, il participe au festival de musique Rock en Seine accompagné du rappeur Nelick et du beatmaker Majeur-Mineur. Le 21 novembre 2018, il sort un clip intitulé Change Ta Date en collaboration avec Too Good To Go, pour lutter contre le gaspillage alimentaire, sur la chaîne Youtube Too Good To Go France. Le 30 novembre 2018, il sort un nouveau clip Audigier en featuring avec FouKi. Le 5 décembre 2018, il sort Le Temps des graviers. Il jouera ce titre sur la chaîne Youtube COLORS.
Le 30 janvier 2019, il sort le single Believe, créé pour une exposition du collectif 3:14 le 25 octobre 2018, avec lequel il s'est associé pour réaliser le clip. Le 27 février 2019, Lord Esperanza sort un nouveau clip produit par Majeur-Mineur L'Enfant du siècle pt. III. Il annonce le nom de son album Drapeau blanc lors de son passage à la Cigale le 8 mars 2019 et, pour le promouvoir, il organise, le 24 mai 2019, une boutique éphémère le temps d'une journée ainsi qu'un concert privé le 17 mai 2019 à l'Imprimerie à Paris. L'album sort le 24 mai 2019. Le 15 novembre 2019, il sort un concentré de musiques faites entre 2013 et 2019 intitulé Infini, sur la plateforme Soundcloud puis le 26 novembre 2019, à moins d’un mois de son concert au Bataclan, il sort un freestyle sur ses réseaux sociaux, intitulé Freestyle Bataclan. Il participe aux titres Level Up et Crash Test du groupe VSO.
En mai 2020, il lance une collection de vêtements nommée « Vision » en collaboration avec Léo Delolme et Jason Piekar. Paramour devient donc à la fois un label et une marque. La collection écoresponsable est faite de coton bio, est produite en totalité en Europe et n'utilise aucun plastique dans la chaîne de production. Un nouvel album intitulé Dans ta ville pt 2 sort le 17 juillet 2020. Cet album regroupe de nombreux artistes de divers horizons. On y retrouve le titre Couronné.
Son style trap évolue progressivement vers des titres plus introspectifs teintés de pop. On retrouve cette évolution notamment dans l'album Phoenix qui sort le 7 avril 2023. Cet album marque la première sortie du label de Lord Esperanza, Paramour, dont le nom est tiré du titre du même nom sur l'album Phoenix. Après une tournée sur son album durant l'année 2023, Lord Esperanza termine fait le dernier concert de l'année à Paris au Trianon. Il enregistre à cette occasion des versions live des chansons Drapeau Noir (Drapeau Noir), Maria (Polaroïd), ainsi que trois chansons de son dernier album : Caméléon, Les Hommes pleurent et Jamais assez. L'EP live sort le 1er mars 2024 sous le nom Phoenix (Live au Trianon). Dès le 24 avril 2024, le single Différent inaugure le nouvel EP de l'artiste. Ce projet de 5 titres s'intitule Atlas et sort le 12 juillet 2024. On y retrouve un featuring de Leslie Medina qui avait déjà participé à l'écriture de deux titres de Phoenix. On y trouve également une collaboration avec Woodkid sur le premier titre. Nino Vella, le producteur principal de Phoenix et Atlas, décède le 1er juillet à l'âge de 31 ans.
Le 1er janvier 2025, Lord Esperanza sort le single Bonne année, un titre dans lequel il énumère les problèmes de notre société de manière ironique vis-à-vis du nom de la chanson. Il enchaîne en sortant le single jtmmp3 le jour de la saint-Valentin, ainsi que le single FOMO le 26 mars 2025, avant d'annoncer le 9 avril la sortie de son nouvel EP Intitulé Derrière les Montagnes, le 18 avril 2025. Sortie avec un court métrage au visuel glacial, l'EP comprends 7 titres, dont une collaboration avec la chanteuse Anabel, avec des compositions de Jean Castel, Saan ou encore Nino Vella. Il profitera de cette sortie pour annoncer que cet EP est le 2èm d'une trilogie avec Atlas et donc un 3ème à venir.

## Discographie

### Collaborations
2016 : Eden Dillinger - Killcam feat. Django, Lord Esperanza
2017 : Jeune Shavy - Keep Your Mojo feat. Lord Esperanza (sur l'EP RRP2)
2018 : Lord Esperanza - Freestyle Rentre dans le Cercle (S2EP2)
2021 : Maska - Voie Lactée feat. Lefa, Lord Esperanza (sur l'EP Etoile de jour part.1)